# Rossrüti
Rossrüti ist eine Ortschaft in der politischen Gemeinde Wil im Fürstenland im Kanton St. Gallen in der Schweiz. Rossrüti mit den Weilern Boxloo, Freudenberg, Gampen und Uerental war ein Teil der Gemeinde Bronschhofen, die 2013 mit der Stadt Wil fusionierte.
Mit der Fusion der beiden Gemeinden wurde Rossrüti ein Ortsteil innerhalb der neuen Stadt Wil.
Rossrüti liegt an der Strasse Wil–Wuppenau–Bürglen unweit von Wil.

## Geschichte
Einzelfunde im Gärtensbergwald zeugen von menschlichen Aktivitäten in der Bronze- und der Späthallstattzeit. Dort wurden auch Spuren einer römischen Strasse gefunden. Frühmittelalterliche Gräber befinden sich in Rossrüti, mittelalterliche Burgstellen in Boxloo.
Rossrüti wurde 850 (804?) als Roholuesriuti urkundlich erwähnt.
895 gelangte Rossrüti in den Besitz des Klosters St. Gallen. Die Niedergerichte Rossrüti, Bronschhofen und Trungen wurden 1495 unter dem Namen Schneckenbundgericht zusammengefasst und erhielten eine gemeinsame Offnung. 1803 wurde der Schneckenbund zunächst der politischen Gemeinde Wil zugeteilt, 1804 aber in eine eigenständige Gemeinde umgewandelt. Kirchlich ist Rossrüti Teil der katholischen Kirchgemeinde Wil.
1847/1848 musste nach dem Brand der alten Schule ein neues Schulgebäude erstellt werden.
Bis um 1870 wurde vor allem Ackerbau betrieben, heute konzentriert sich die landwirtschaftliche Tätigkeit auf Milch- und Fleischproduktion. 1851 erfolgte der Bau eines Armenhauses in Rossrüti, das 1987 ins Altersheim Rosengarten umgewandelt wurde. Rossrüti erlebte nach dem Zweiten Weltkrieg einen bedeutenden wirtschaftlichen Aufschwung, wobei die Nähe zu Wil eine Rolle spielte.

## Bildung und Infrastruktur
Rossrüti verfügt über eine eigene Schule mit Kindergarten und Primarstufe.
Im öffentlichen Verkehr ist Rossrüti mit einer Postautolinie mit Wil und Weinfelden verbunden. In den Hauptverkehrszeiten verkehren zusätzliche Kurse von WilMobil zum Bahnhof Wil.

## Bilder

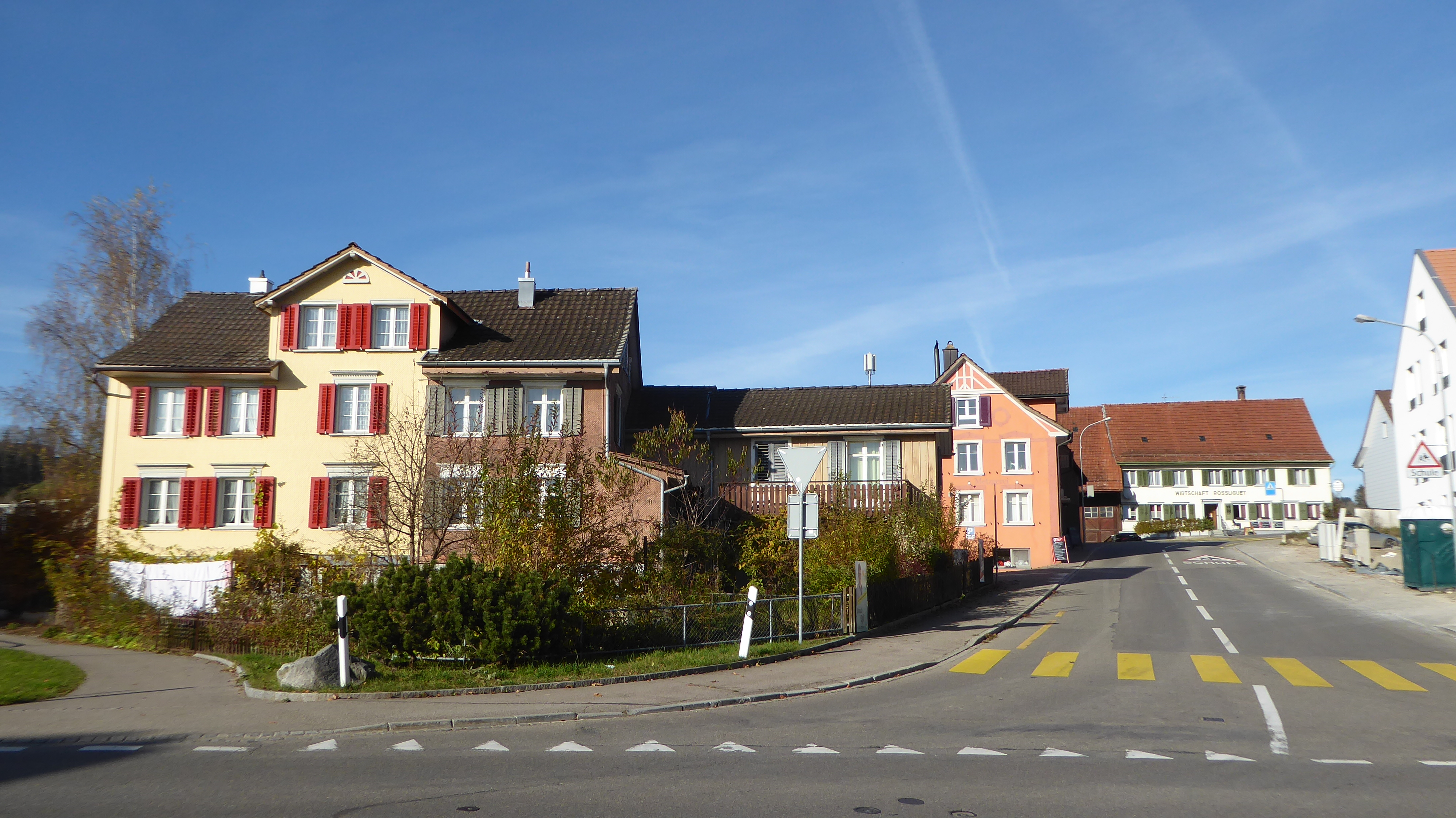
Abzweigung Braunauerstrasse von der Konstanzerstrasse
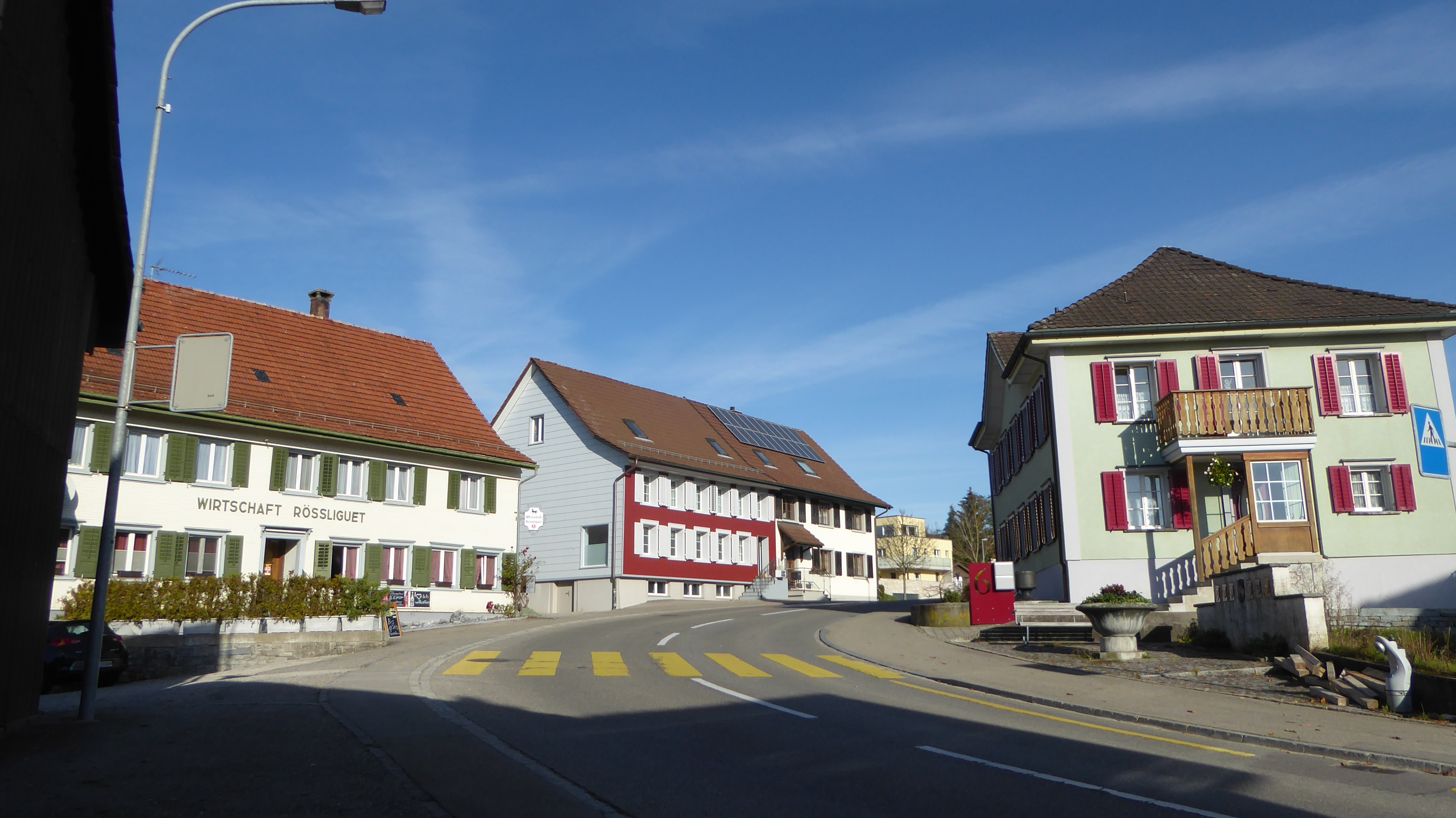
Braunauerstrasse
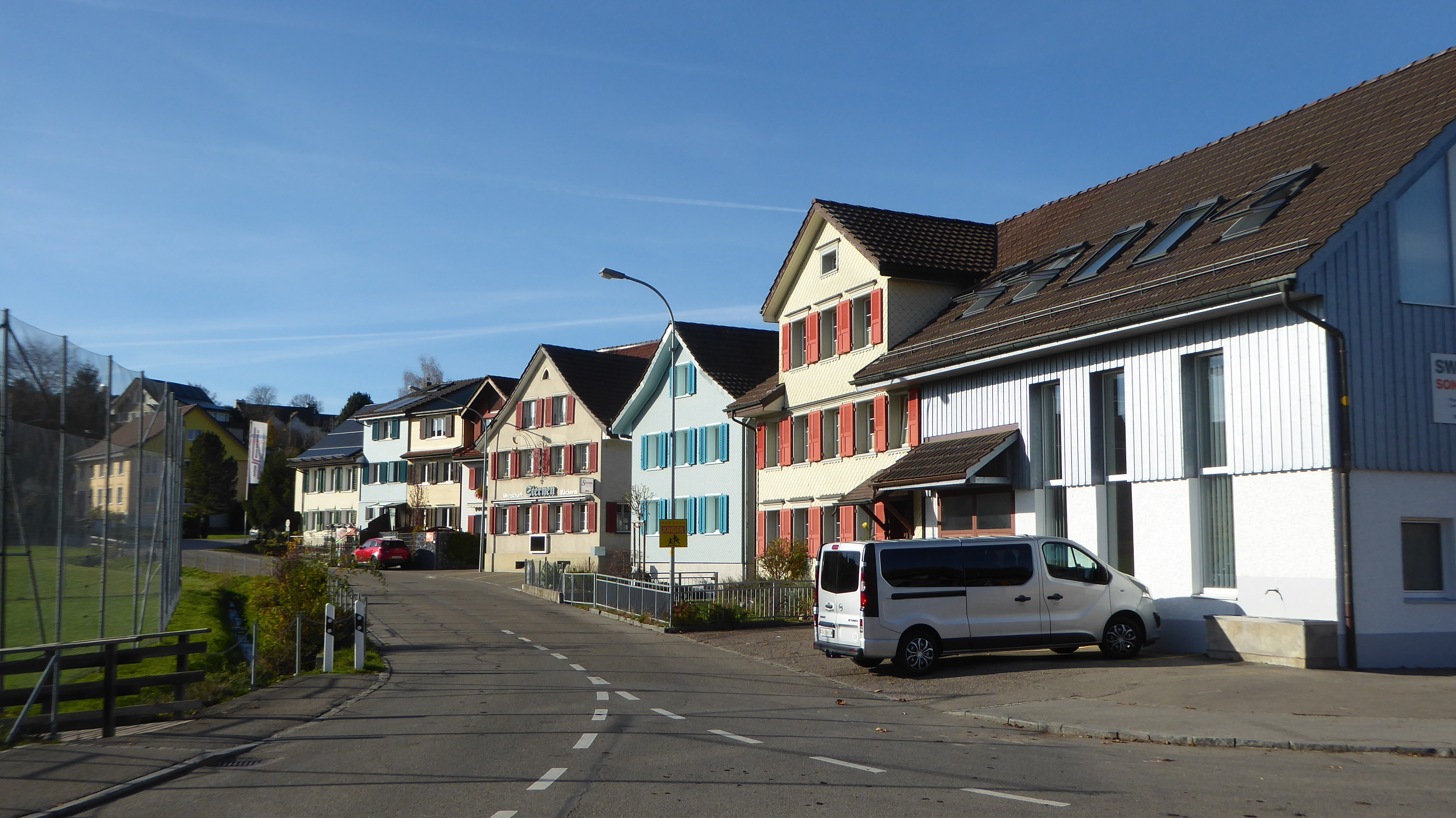
Oberdorfstrasse
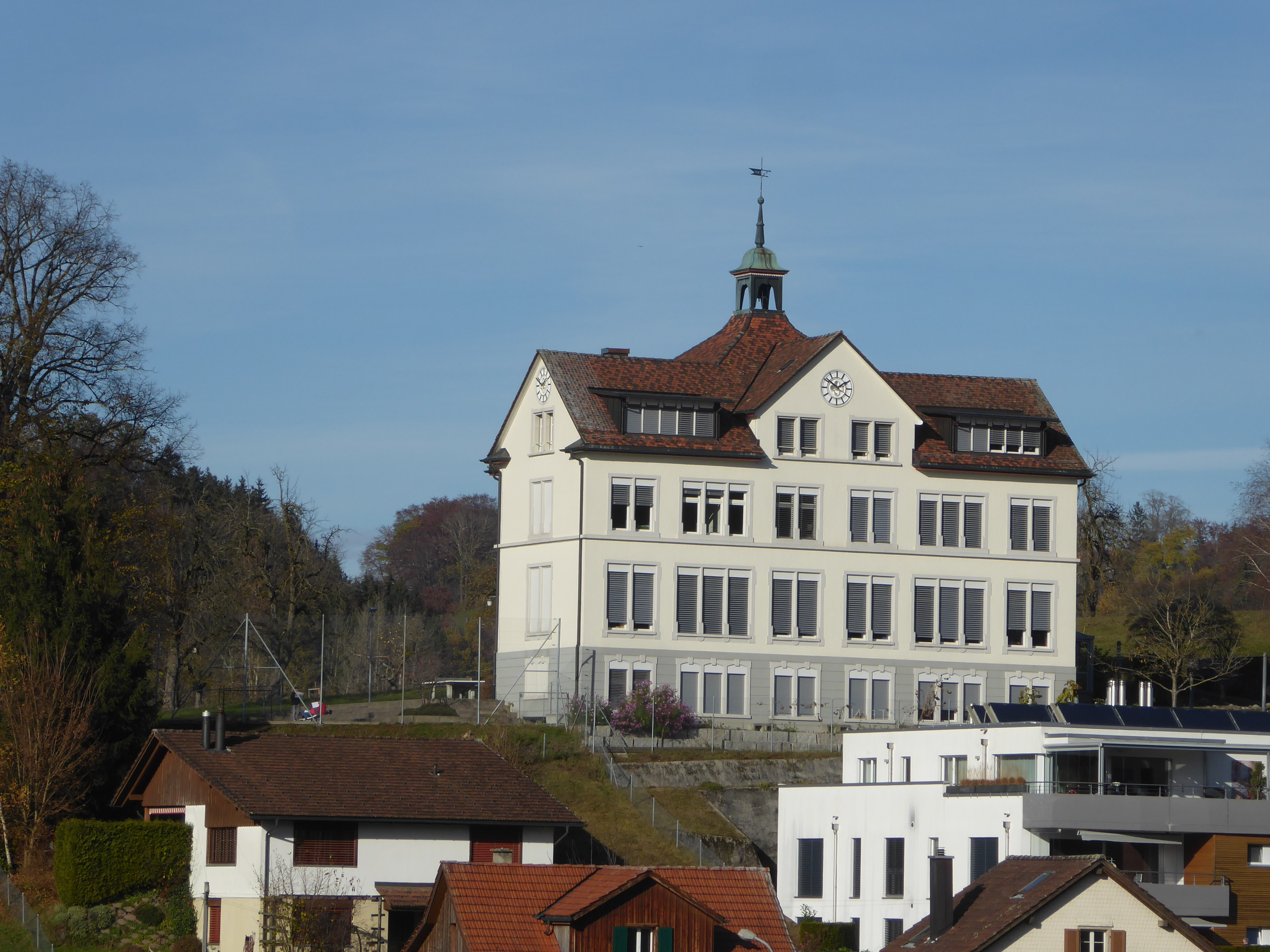
Schulhaus